# Johannes Christoph Harpprecht
Johannes Harpprecht (Walheim, 20 gennaio 1560 – Tubinga, 18 settembre 1639) è stato un giurista tedesco.
Ricoprì la cattedra di diritto civile e di diritto canonico presso l' Università Eberhard Karls di Tubinga. Harpprecht è stato il capostipite di una famiglia di giuristi e docenti del Württemberg, la cui discendenza si è protratta fino al ventunesimo secolo.

## Provenienza

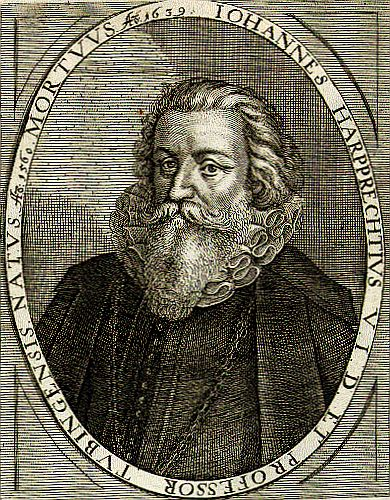
Johannes Harpprechtius, incisione su rame di Theodor de Bry, 1669

Johannes Harpprecht nacque il 20 gennaio 1560 a Walheim, figlio del contadino e sculdascio di Walheim Johann Harpprecht e di sua moglie Margaretha Harpprecht Reuschlin. I suoi genitori morirono di peste nel 1564, da quel momento del bambino si occupò lo zio Stephan Harpprecht a Gemmrigheim. Johannes Harpprecht frequentò qui la vicina scuola di latino di Besigheim.

## Formazione
Nel 1578 Harpprecht si iscrisse all'Università di Strasburgo per studiare legge. Successivamente studiò all'Università di Tubinga, dal 1586 all'Università di Marburgo. Completati gli studi, tornò a Tubinga dove nel settembre del 1589  discusse la tesi e ottenne il dottorato in utroque iure.

## Importanza di Harprecht per il Württemberg
Harpprecht fu nominato consigliere di corte e assegnato al tribunale della camera imperiale di Spira. Già dopo pochi mesi, però, tornò all'Università di Tubinga, dove nel 1592 ottenne la cattedra di diritto civile e canonico. Johannes Harpprecht era considerato un grande esperto di legge e i suoi scritti sono stati più volte ristampati.

## Famiglia
Il 24 Febbraio 1590 Harpprecht sposò la vedova del pastore Georg Schütz, Maria Andreae (* 10. Dicembre 1560 a Tubinga; † 2. Settembre 1624 a Tubinga), figlia del professore di teologia di Tubinga e cancelliere universitario Jakob Andreae, che aveva già avuto cinque figli dal suo precedente matrimonio. Dal matrimonio con Johannes Harpprecht nacquero altri sette figli: 
- Regina (* 1592)
- Agnes (* 1594)
- Christoph (* 1596; † 1637 a Tubinga), procuratore del tribunale di corte
- Maria (* 1599, † 1637)
- Johannes (* 1601)
- Rosina (* 1603)
- Julius (* 1608).

Nella famiglia Harpprecht si contano molti importanti giuristi, nonché cultori di altre discipline. I discendenti nella linea maschile includono, tra gli altri: 
- Ferdinand Christoph Harpprecht (1650-1714), giurista, professore all'Università di Tubinga ∞ Anna Magdalena Metzger, figlia del medico Georg Balthasar Metzger
- Johann Christoph Harpprecht (1652-1714), giurista, professore all'Università di Tubinga
- Mauritius David Harpprecht (1664-1712), avvocato e diplomatico ∞ Anna Rosine Moser, figlia dell'ufficiale giudiziario Johann Valentin Moser von Filseck
- Georg Friedrich Harpprecht (1676–1754), giurista, professore all'Università di Tubinga ∞ una figlia del medico personale del duca di Württemberg e professore a Tubinga E.R. Cammerer
- Stephan Christoph Harpprecht von Harpprechtstein (1676–1735), giurista ∞ Dorothea Widt (1680–1756), figlia del consigliere giuridico di corte Friedrich Jakob Widt
- Johannes Harpprecht (1693-1750), Sindaco di Tubinga ∞ Tabitha Margaretha Frommann
- Christoph Friedrich Harpprecht (1700-1774), giurista, professore all'Università di Tubinga
- Johann Heinrich von Harpprecht (1702-1783), giurista, membro del tribunale della camera
- Christian Ferdinand Harpprecht (1718-1758), giurista, professore all'Università di Tubinga ∞ una figlia del docente di diritto Mögling a Tubinga
- Heinrich von Harpprecht (1801-1859), giudice tedesco nel Regno di Württemberg ∞ una figlia del medico Georg David von Duvernoy, medico personale del duca Friedrich Eugen
- Theodor Harpprecht (1841-1885), alpinista tedesco
- Klaus Harpprecht (1927-2016), giornalista e scrittrice ∞ Renate Lasker, sopravvissuta alla detenzione nel campo di Auschwitz e Bergen-Belsen con sua sorella Anita Lasker-Wallfisch.
- Joachim Harpprecht (* 1953), biologo molecolare, progettista e costruttore di barche tedesco, in particolare derive, velista.
- Fra i discendenti di Harpprechts e di sua moglie Maria, nata Andreae e vedova Schütz, si annoverano anche Gottlob Friedrich Haug, lo storico Carl Friedrich Haug e Ferdinand Haug.[1]

Dopo la morte della prima moglie Maria Andreae, vedova Schütz, Johannes Harpprecht si sposò il 2 Ottobre 1625 con Anna Barth, la vedova dell'avvocato di corte Georg Oth.

## Opere

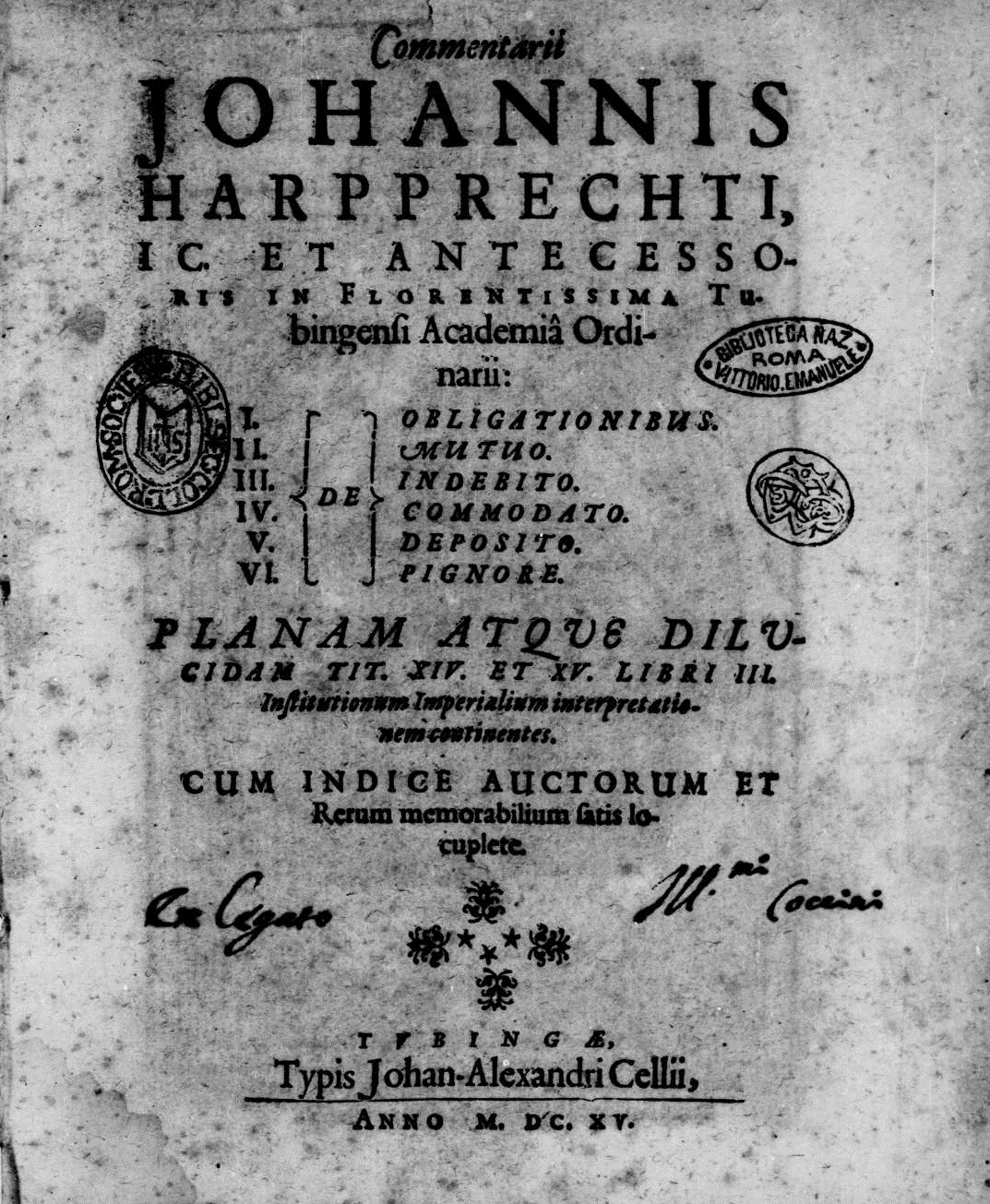
Commentarii, 1615

- (LA) Commentarii, Tübingen, Johann Alexander Cellius, 1615.